# Terminalia catappa
Terminalia catappa är en tvåhjärtbladig växtart som beskrevs av Carl von Linné. Terminalia catappa ingår i släktet Terminalia och familjen Combretaceae. Inga underarter finns listade i Catalogue of Life.

## Bildgalleri

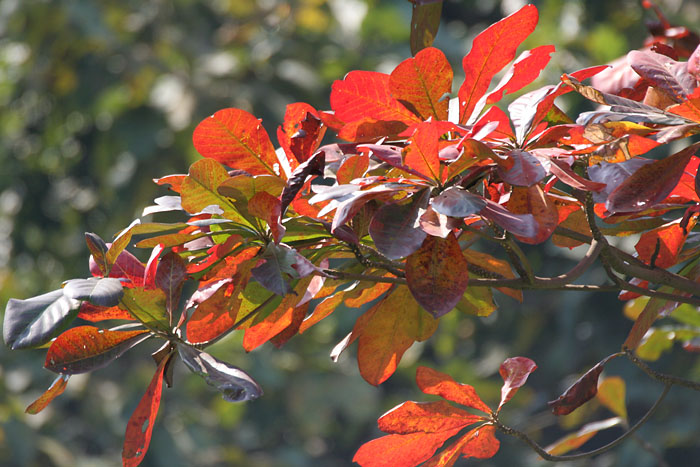
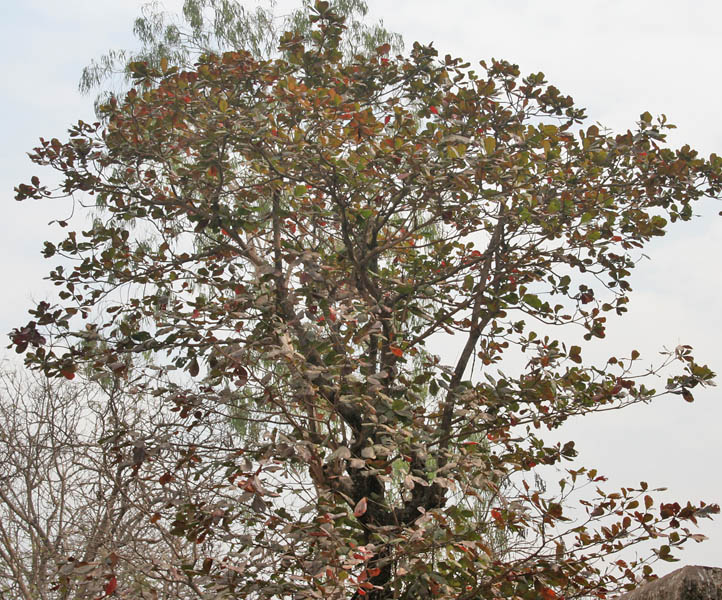
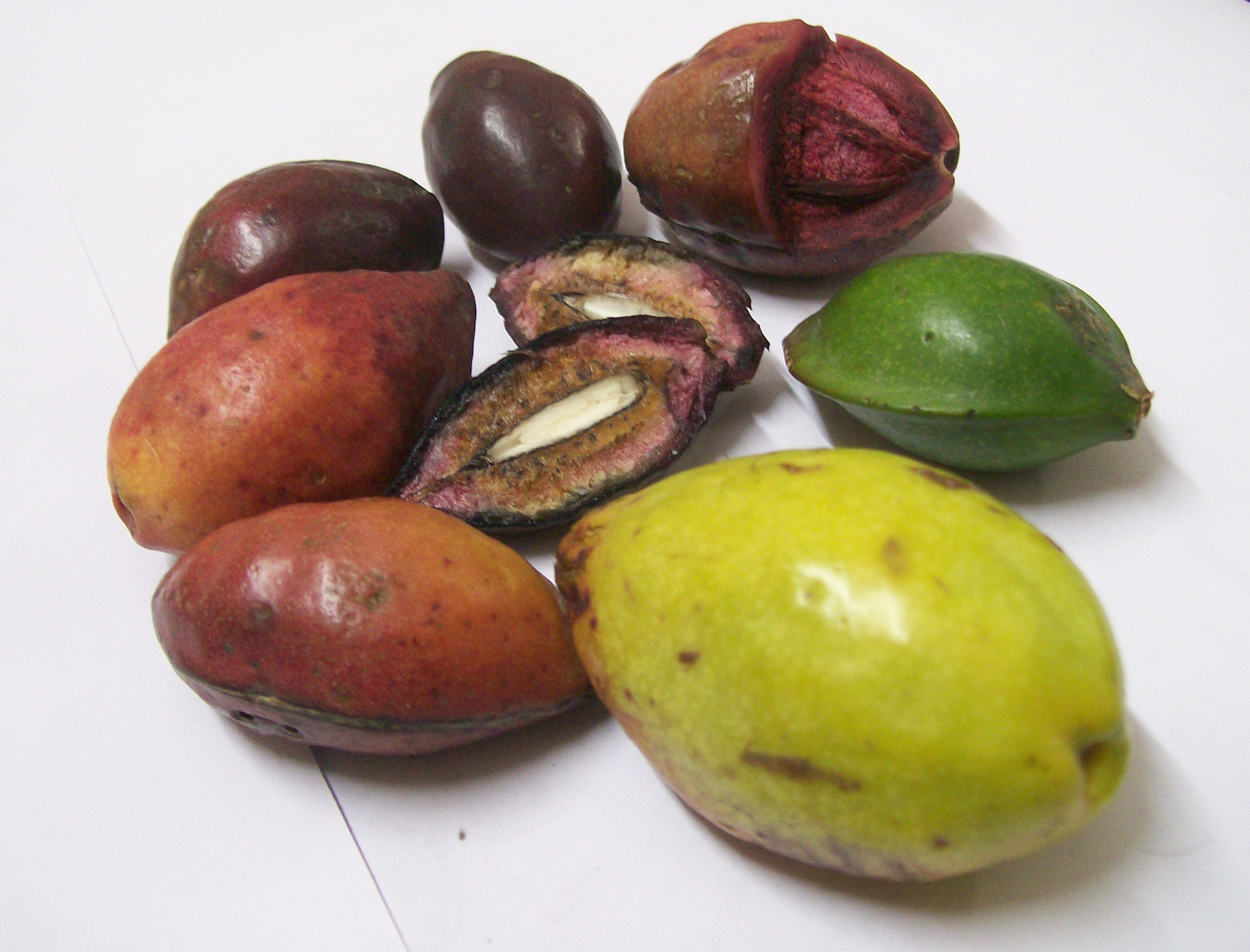
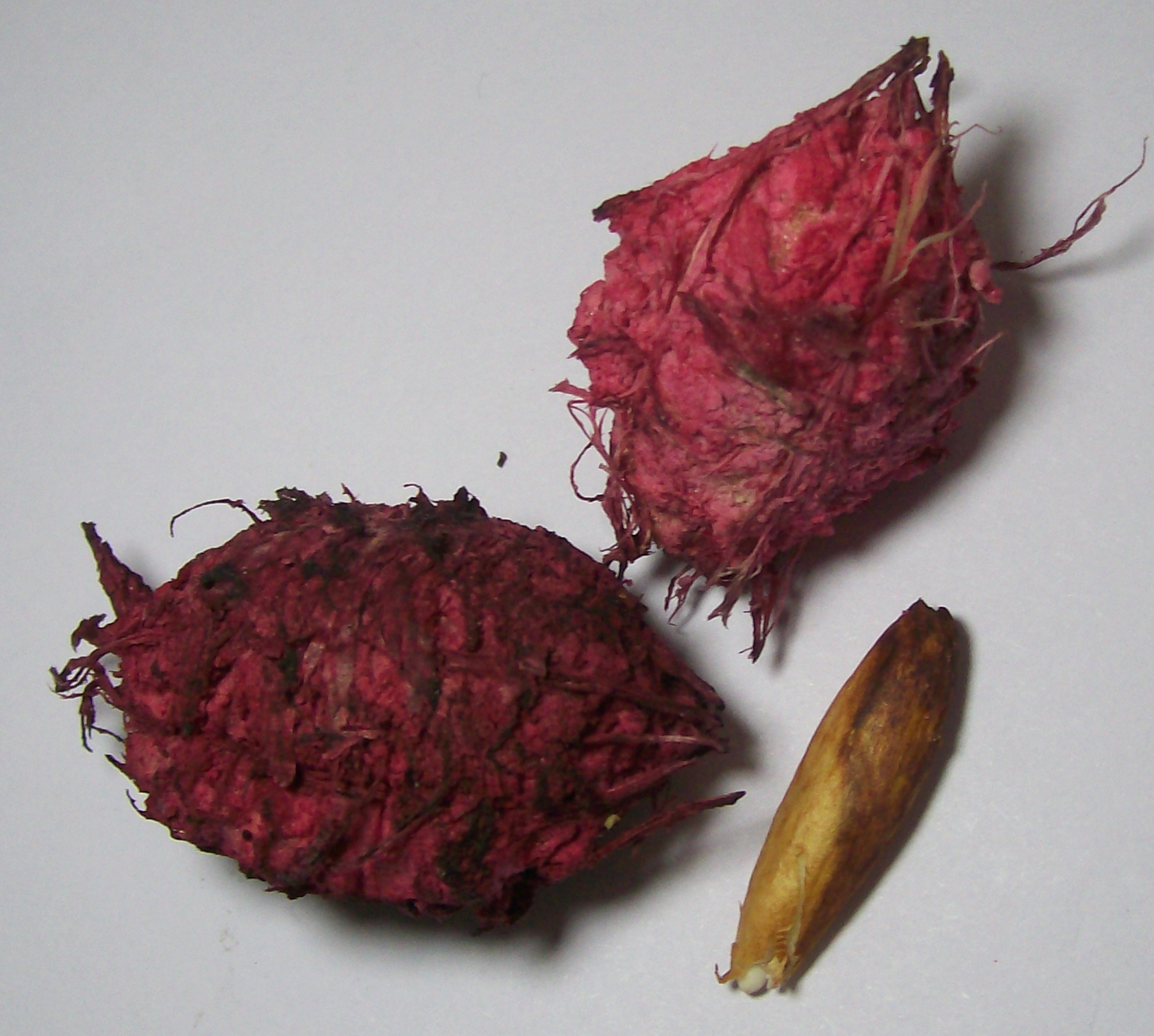
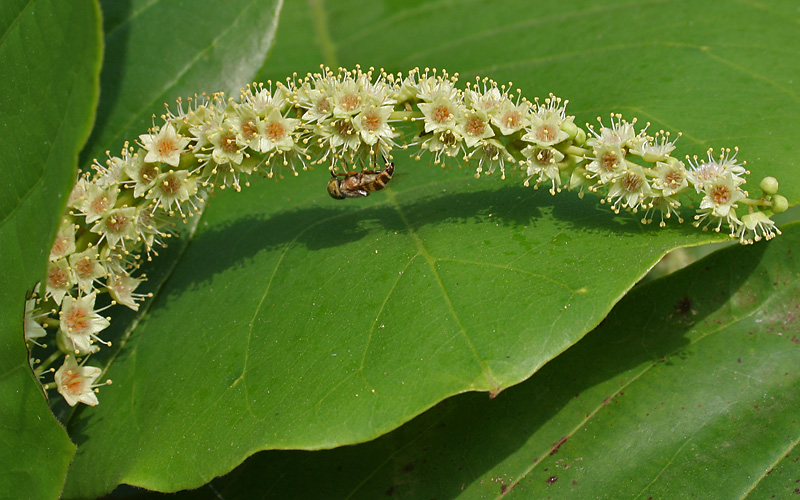
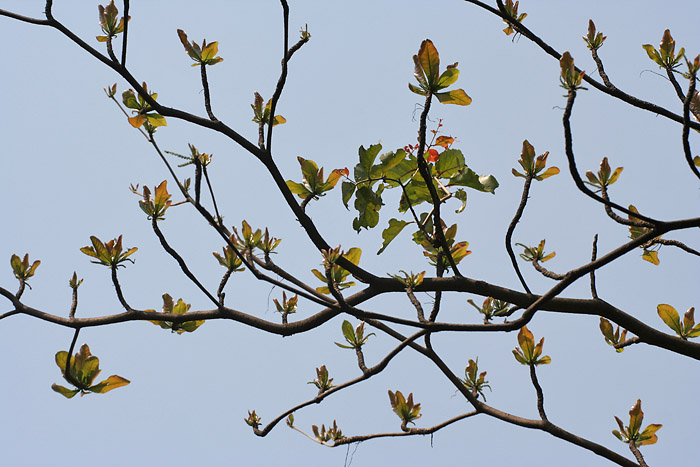